# Mallinella sylvatica
Mallinella sylvatica là một loài nhện trong họ Zodariidae.
Loài này thuộc chi Mallinella. Mallinella sylvatica được van Hove & Robert Bosmans miêu tả năm 1984.